# アイルランドの都市の一覧

アイルランドの地図

アイルランドの都市の一覧。

## 人口上位10都市(2016年)
| 順位 | 都市               | 英語      | アイルランド語    | 人口    | 地方       | 県                   |
| ---- | ------------------ | --------- | ----------------- | ------- | ---------- | -------------------- |
| 1.   | ダブリン           | Dublin    | Baile Átha Cliath | 553,165 | レンスター | ダブリン県           |
| 2.   | コーク             | Cork      | Corcaigh          | 125,622 | マンスター | コーク県             |
| 3.   | ゴールウェイ       | Galway    | An Gaillimh       | 79,504  | コノート   | ゴールウェイ県       |
| 4.   | リムリック         | Limerick  | Luimneach         | 58,319  | マンスター | リムリック県         |
| 5.   | ウォーターフォード | Waterford | Port Láirge       | 48,369  | マンスター | ウォーターフォード県 |
| 6.   | ダンドーク         | Dundalk   | Dún Dealgan       | 32,288  | レンスター | ラウス県             |
| 7.   | ドロヘダ           | Drogheda  | Droichead Átha    | 29,471  | レンスター | ラウス県             |
| 8.   | ナヴァン           | Navan     | An Uaimh          | 28,399  | レンスター | ミース県             |
| 9.   | ブレイ             | Bray      | Brí Chulainn      | 27,760  | レンスター | ウィックロー県       |
| 10.  | ナース             | Naas      | Nás na Ríogh      | 21,493  | レンスター | キルデア県           |

## その他の都市
- アスローン
- ウィックロー
- ウェストポート
- ウェックスフォード
- エニス
- エニスケリー
- カーロウ
- カスルバー
- カリガライン
- キャバン
- キャリック＝オン＝シャノン
- キラーニー
- キルケニー
- コーヴ
- コロフィン
- スライゴ
- タバカリー
- ターモンフェキン
- タラモア
- ダンキン
- ダン・レアリー
- ディングル
- ドゥーリン
- トラリー
- バリーシャノン
- ファーモイ
- フィークル
- ポートリーシュ
- マリンガー
- ミルストリート
- メイヌース
- モナハン
- リスドゥーンバーナ
- ロッサヴィール
- ロングフォード